# جان آدامز
جان آدامز (بالإنجليزية: Jan Adams)‏ هو جراح تجميل ‏ وطبيب أمريكي، ولد في 21 أبريل 1954 في ميدلتاون في الولايات المتحدة.

## وصلات خارجية
- جان آدامز على موقع IMDb (الإنجليزية)